# Ljubljana (stacja kolejowa)
Ljubljana – stacja kolejowa w Lublanie, jest największą stacją kolejową w Słowenii. Posiada 5 peronów.
Na pierwszym peronie znajduje się niewielki pomnik Jamesa Joyce’a, upamiętniający jego pobyt na stacji 19 października 1904.
W 2011 zakończyła się budowa wielofunkcyjnego centrum Emonika.